# Gottfried Habenicht
Gottfried Habenicht (* 14. November 1934 in Timișoara, Königreich Rumänien) ist ein deutscher Musikethnologe und Musikwissenschaftler. Er veröffentlichte über 175 Arbeiten hauptsächlich zur ostdeutschen Volkskunde mit den Themenschwerpunkten: donauschwäbisches tradiertes Volksgut, überliefertes deutsches Kulturgut in Siebenbürgen und im Banat. Er ist Mitglied in mehreren volkskundlichen wissenschaftlichen Organisationen. 

## Leben
Nach seinem Abitur 1952 in Timișoara nahm Gottfried Habenicht in Bukarest am „Conservatorul de muzică C. Porumbescu“ sein Studium („Folclor muzical“) auf, Schwerpunkt Musikethnologie. Dieses schloss er 1957 mit der Qualifikation „Professor für Musik“ ab. Von 1957 war er in der musikethnologischen Abteilung am „Institutul de etnografie și folclor“ in Bukarest tätig, wo er hauptsächlich mit der monographischen Darstellung der Volksmusikinstrumente und der Totenklagen in Nordost-Siebenbürgen befasst war. Als „cercetător științific principal“ („hauptsächlicher wissenschaftlicher Forscher“) verfasste er eine Reihe von Abhandlungen und Referaten, betrieb Feldforschung, arbeitete an wissenschaftlichen Filmen mit und erstellte Transkriptionen. Seine Arbeiten wurden aufgrund der dortigen Gepflogenheiten in der Regel nicht unter eigenem Namen veröffentlicht.
Ende 1973 siedelte er nach Deutschland um und führte in Freiburg im Breisgau am „Institut für ostdeutsche Volkskunde“ (später umbenannt in „Johannes-Künzig-Institut für ostdeutsche Volkskunde“) seine wissenschaftlichen Arbeiten fort. Dort wirkte er entscheidend an dessen Entwicklung mit und trug zum Ausbau und zur Organisation der Archive bei. Seine Tätigkeiten umfassten das Verfassen musikethnologischer Abhandlungen, Feldforschung, Transkriptionen und die Publikation kommentierter Editionen authentischer Tondokumente. 
Neben Gastvorlesungen und Lehraufträgen arbeitete Habenicht in mehreren wissenschaftlichen Kommissionen und deren Arbeitsgruppen mit, z. B. in der „International Group on Folk Musical Instruments and Study Group on Analysis and Systematisation of Folk Music“, am
„Institut für den wissenschaftlichen Film“ (Göttingen), in der „Deutschen Gesellschaft für Volkskunde“ u. a. (siehe: „Mitgliedschaft in wissenschaftlichen Organisationen“.) Im „Jahrbuch für ostdeutsche Volkskunde“ erschienen eine Reihe seiner Aufsätze. Ein Schwerpunkt seiner Tätigkeit war die bibliographische Dokumentation zur Volkskunde in und aus Ost- und Südosteuropa. 
Ab 1988 übernahm Habenicht die stellvertretende und geschäftsführende Leitung des Johannes-Künzig-Instituts. Seit 1997 ist er im aktiven Ruhestand. Eine Liste seiner bis 1994 erschienenen Publikationen ist im „Jahrbuch für deutsche und osteuropäische Volkskunde 37.1994“ (S. 337–350) abgedruckt. Für sein Lebenswerk wurde ihm 2003 der „Hauptpreis des Donauschwäbischen Kulturpreises des Landes Baden-Württemberg“ zuerkannt.

## Mitgliedschaft in wissenschaftlichen Organisationen
- Deutsche Gesellschaft für Volkskunde
- Kommission für deutsche und osteuropäische Volkskunde in der DGV
- Kommission für Volksmusik und Volkstanz in der DGV
- International Council for Traditional Music
- Kommission zur Erforschung der Volksmusikinstrumente in der ICTM (bis 1992)
- Kommission für Volksliedsystematisation in der ICTM (bis 1995)
- Gesellschaft für Musikwissenschaft (bis 1995)
- Fachbeiratsmitglied „Volkskundlicher Film“ im „Institut für den wissenschaftlichen Film“, Göttingen (bis 1997)

## Veröffentlichungen (Auszug)
Eine Liste der bis 1994 erschienenen Publikationen ist im "Jahrbuch für deutsche und osteuropäische Volkskunde 37.1994" (S. 337–350) erschienen.

### Bücher
- Liedgut und Liedleben in einem Hauerländer Dorf. Der Gewährsmann Anton Köppl aus Honneshau: Lieder – Selbstzeugnis – Kommentare. Freiburg 1987, 364 S., mus. Not.., Abb.
- Die Volksliedersammlung Linster (1933/34) aus Hatzfeld im Banat. Freiburg 1988, 308 S., mus. Not., Abb.
- Wolgadeutsche Lieder aus Argentinien. Die Aufzeichnungen Thomas Kopps in der Kolonie Santa Teresa. Freiburg 1993, 104 S., mus. Not., Abb.
- Leid im Lied. Südost- und ostdeutsche Lagerlieder und Lieder von Flucht, Vertreibung und Verschleppung. Mit einem Vorwort von Gustav Wabro. Freiburg, Johannes-Künzig-Institut für ostdeutsche Volkskunde 1996, 472 S., mus. Not.
- Flucht und Vertreibung. 50 Jahre danach. Referate der Tagung des Johannes-Künzig-Instituts für ostdeutsche Volkskunde, 12. bis 14. Oktober 1995. Hrsg. von Gottfried Habenicht. Freiburg, Johannes-Künzig-Institut für ostdeutsche Volkskunde, 1996, 167 S.
- Pipatsche un Feldblume vun dr Heed. Kommentierte Ausgabe der banatschwäbischen Volksliedersammlung des Johannes Szimits von 1908. Mit einem Vorwort von Prof. Dr. Werner Mezger. Freiburg, Johannes-Künzig-Institut für ostdeutsche Volkskunde, 1997, 583 S., mus. Not.
- 60 cântece românești din colecția Treufest Peregrin (1863). [60 rumänische Lieder aus der Sammlung Trreufest Peregrin (1863)]. Ms., 66 S., (in Druck in Rumänien).

### Musikinstrumentenkundliche Filme mit Begleitveröffentlichungen
(Encyclopaedia-Cinematographica-Veröffentlichungen des Instituts für den wissenschaftlichen Film in Göttingen)
- Südosteuropa, Rumänien: Herstellen einer Hirtenflöte in Vaideeni. E 1866/1972. Göttingen 1974, 27 S. , Abb., Skizzen, Karte.
- Südosteuropa, Rumänien: Spielen auf einer Hirtenflöte in Vaideeni. E 1748/1971. Göttingen 1974, 20 S., mus. Not., Abb., Fotos, Karte.
- Südosteuropa, Rumänien: Spielen auf einer langen Hirtenflöte in Vaideeni. E 1749/1971. Göttingen 1974, 17 S., mus. Not., Skizzen, Fotos, Karte.
- Südosteuropa, Rumänien: Spielen auf einer Sackpfeife in Aluniș. E 1665/1971. Göttingen 1979, 27 S., mus. Not., Skizzen, Fotos, Karte.
- Mitteleuropa, Baden: Herstellen einer Ratsche in Ebnet. E 934. Franz Simon, unter Mitarbeit von H. Witte. Verfasser der Begleitpublikation: Gottfried Habenicht. Göttingen 1978, 13 S., Fotos, Skizzen.